# Star Trek: Bridge Commander
Star Trek: Bridge Commander — тактический космический симулятор, созданный Totally Games и выпущенный Activision. Действие игры происходит во вселенной «Звёздного пути». В отличие от большинства игр марки «Star Trek», эта игра получила хорошие рецензии и отзывы игроков, что сравнимо с «Star Trek: Voyager Elite Force».
Сюжет сосредоточен на похождениях новоиспечённого капитана Звёздного флота Федерации, посланного исследовать загадочный взрыв звезды в регионе космоса, известном как Мэйлстром (англ. Maelstrom — «водоворот»). Иногда игроку в этом помогают капитан Жан-Люк Пикар и коммандер Дэйта, озвученные Патриком Стюартом и Брентом Спайнером соответственно. По-видимому, за взрыв ответственна фракция кардассианцев, использующая новое оружие, полученное перенастройкой техники от неизвестной расы, и сделано это с целью угрожать расам Альфа-квадранта. Капитан и его экипаж принимают командование звездолётом «Суверейн», чтобы бороться с этой угрозой Федерации.

## Сюжет
Игра начинается со стандартного задания. «Даунтлесс» (корабль класса «Галактика») находится на орбите планеты в системе Визувий (что рядом с Мэйлстромом). Капитан Райт летит на борту челнока к орбитальной исследовательской станции, когда звезда Визувий внезапно становится сверхновой. Взрывная волна уничтожает все орбитальные станции планеты и шаттл Райта. «Даунтлессу» едва удаётся сбежать, но варп-двигатель получает серьёзные повреждения. Вернувшись на ремонтную станцию, звездолёт ремонтируется и обновляется. Первому офицеру «Даунтлесса» (игроку) присваивается звание капитана. Вскоре на корабль заявляется капитан Жан-Люк Пикар. Корабль отправляется к «Звёздной базе 12» — командному центру операций в Мэйлстроме. После нескольких заданий весь экипаж «Даунтлесса» переводится на «Суверейн» (головной корабль своего класса).
В конце концов именно «Суверейну» придётся найти разгадку происходящего в Мэйлстроме и раскрыть план кардассианцев по вторжению в Федерацию.

## Обзор
Почти все функции игры заключаются в отдании соответствующих приказов офицерам мостика, тем самым сосредотачиваясь на командной стороне, не вдаваясь в подробности той или иной операции.
Но у игроков есть возможность перейти в режим внешнего обзора и вручную управлять полётом и системами вооружения корабля.
В отличие от большинства космических симуляторов, в «Bridge Commander» более важными являются тактика и правильные приказы подчинённым. Рефлексы (в том числе «игра на скорость клацанья мышью») в игре не помогут, хотя битвы всё же довольно динамичны. Также необходимо распределять энергию бортовой энергосистемы, которой, как всегда, недостаточно для полноценного запитывания энергией всех систем по максимуму (по крайней мере на долгое время). Существует три источника энергии: варп-ядро (всегда работает), дополнительные батареи (перезаряжаются от варп-реактора при уменьшенном энергопотреблении) и резерв (перезаряжается только на станции).
У кораблей Федерации оружие вполне «стандартное»: фазеры и фотонные торпеды. В середине игры игрок получает в свой арсенал более мощные квантовые торпеды, а затем — небольшое количество трансфазных, способных проходить сквозь вражеские энергощиты, как будто щитов нет вовсе (однако при выстрелах трансфазными торпедами есть риск потерять от одной до нескольких пусковых установок из-за утечки плазмы). Также есть возможность использовать буксирный луч для торможения цели, чтобы нанести более точный удар, или для буксировки потерявшего ход союзного корабля.
Во время боя игрок может приказать тактическому офицеру бить либо по всему кораблю, что нередко нежелательно, либо по определённым системам корабля. Таким образом, корабль можно обезвредить, не уничтожая его. Потеряв сенсорную систему, враг не может отстреливаться (даже вслепую) и является лишь летающей мишенью. Потеряв варп-реактор, корабль взрывается независимо от состояния обшивки.
В режиме Instant Battle игрок может выбирать свой тип корабля из всех присутствующих в кампании, от бесполезных челноков до мощных, но неподвижных космических станций.
В игре присутствуют известные классы кораблей Звёздного флота из телесериалов, такие как «Галакси», «Суверейн», «Миранда», «Экселсиор» и другие. К сожалению, разнообразие кораблей других рас оставляет желать лучшего, но в этом следует винить не создателей игры, а создателей сериалов, так как других классов кораблей там почти не наблюдается. У ромулан, например, есть лишь один класс кораблей — «Д’деридекс», иначе известный как «Боевая птица». У клингонов есть два класса кораблей: «К’ворт» («Хищная птица») и «Вор’ча». Кардассианцы имеют свои известные «Галоры» и «Келдоны», а также новый класс гибридов, созданных по технологиям неизвестной расы. В игре даже появляется торговец-ференги на корабле класса «Д’кора» («Мародёр»).
У игры появилось обширное общество моддеров, чьи модификации вносят в игру любые изменения, от замены Пикара Кирком до добавления совершенно новых кораблей и сценариев.

## Персонажи

### Экипаж корабля
- Коммандер Саффи Ларсен, первый офицер (человек)
- Лейтенант-коммандер Мигель Диаз, научный офицер (человек)
- Лейтенант Феликс Савали, офицер по тактике (человек)
- Энсин Киска Ломар, пилот (баджорка)
- Лейтенант-коммандер Солиан Брекс, главный инженер (болианец)

### Союзники
- Адмирал Элис Лу, командующий операциями Звёздного флота в Мэйлстроме
- Коммандер Графф, командующий «Звёздной базой 12»
- Капитан Жан-Люк Пикард, командующий «Энтерпрайзом-E»
- Лейтенант-коммандер Дэйта, оперативный менеджер «Энтерпрайза-E»
- Капитан Корбус — клингон, командующий различными клингонскими звездолётами

## Оценки
| Сводный рейтинг       | Сводный рейтинг |
| Агрегатор             | Оценка          |
| --------------------- | --------------- |
| GameRankings          | 80,11 %         |
| Русскоязычные издания |                 |
| Издание               | Оценка          |
| «Страна игр»          | 6,0 из 10       |